# فرانک هرفورد
فرانک هرفورد (به انگلیسی: Frank Hereford) سناتور سابق عضو حزب دموکرات ایالات متحده آمریکا بود. وی در سال ۱۸۷۷ تا ۱۸۸۱ میلادی سناتور ایالت ویرجینیای غربی در سنای ایالات متحده آمریکا بود.